# St. Matthias (Bremke)

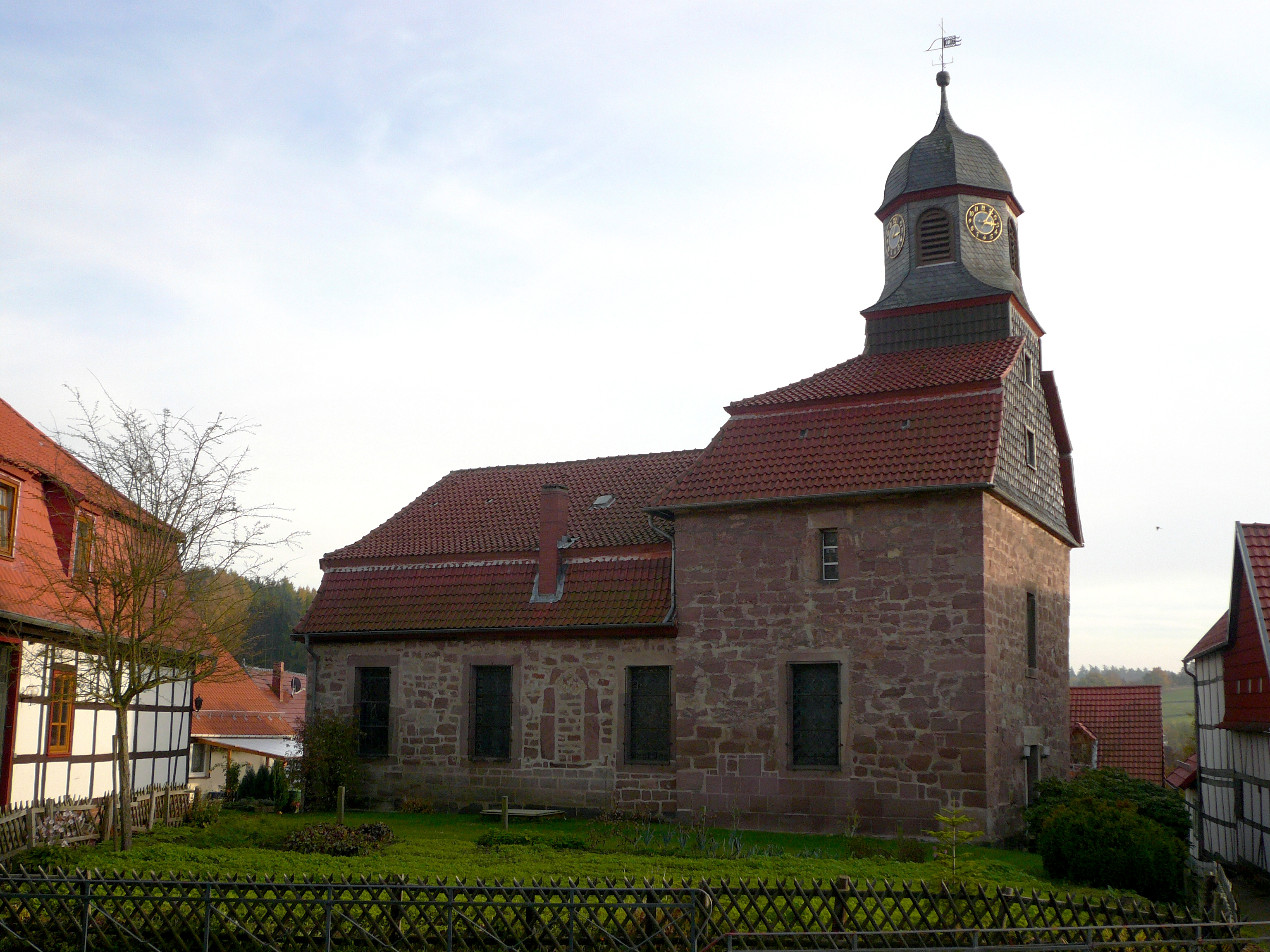
St. Matthias

Die evangelisch-lutherische denkmalgeschützte Kirche St. Matthias steht in Bremke, einem Ortsteil der Gemeinde Gleichen im Landkreis Göttingen in Niedersachsen. Die Kirche St. Matthias in Bremke, die Martinikirche in Bischhausen, die Nikolaikirche in Weißenborn und die Kapelle in Ischenrode wurden zur Kreuzweg-Kirchengemeinde in Gleichen vereinigt. Sie gehört zum Kirchenkreis Göttingen im Sprengel Hildesheim-Göttingen der Evangelisch-lutherischen Landeskirche Hannovers.

## Beschreibung
Der älteste Teil der im 13. Jahrhundert durch die von Uslar-Gleichen erbauten Kirche ist der annähernd quadratische Baukörper im Westen. Nachgewiesen ist die Kirche jedoch erst 1382 durch die von den Uslar-Gleichen gestifteten zwei  Kirchenglocken, die ältere wurde im 13. Jahrhundert, die jüngere 1636 gegossen. Die ursprünglich frühgotische Saalkirche aus unregelmäßigem Natursteinmauerwerk wurde 1779 erneuert. Dabei wurden ein Kirchenschiff und ein Chor mit dreiseitigem Abschluss an den alten Baukörper angefügt und mit einem Mansardwalmdach bedeckt. Auch der alte Baukörper erhielt ein Mansarddach, das zum Kirchenschiff hin abgewalmt ist. Der schiefergedeckte Dachturm wurde 1812 errichtet. Er hat einen achtseitigen Aufsatz, der nach vier Seiten Klangarkaden hat und nach den anderen Seiten die Zifferblätter der Turmuhr. Darüber sitzt eine glockenförmige Haube. Der Innenraum ist mit einem hölzernen Tonnengewölbe überspannt. Unter der Kirche befindet sich eine im 19. Jahrhundert geschlossene Grablege der Herren von Uslar-Gleichen, die 1965 bei Renovierungsarbeiten wiederentdeckt und anschließend vermauert wurde. 
Das barocke Altarretabel mit der Darstellung des Gekreuzigten wurde zwischen 1736 und 1742 in die Kirche überführt. Auf der Mensa stehen zwei gotische geschnitzte Statuen, die aus einem früheren Altar stammen. Die Kanzel aus dem 16. Jahrhundert steht seit 1779 in der Kirche. Sie ist verziert mit den Figuren der vier Evangelisten von Manuel Donato Diez. Eine Statue von Johannes dem Täufer hat Manuel Donato Diez 1992 geschnitzt. Eine 1848 von August von Werder gebaute Orgel wurde 1933 durch Paul Ott umgebaut. 1967/1968 wurde sie durch eine neue Orgel von Albrecht Frerichs ersetzt, die 2002 durch Elmar Krawinkel renoviert wurde.